# Pierre de Bauffremont
Pour les articles homonymes, voir Bauffremont.
Pierre de Bauffremont, comte de Charny et seigneur de Montfort, dit Pierre de Charny, né en 1400 et mort le 7 août 1472, est un noble bourguignon.

## Biographie

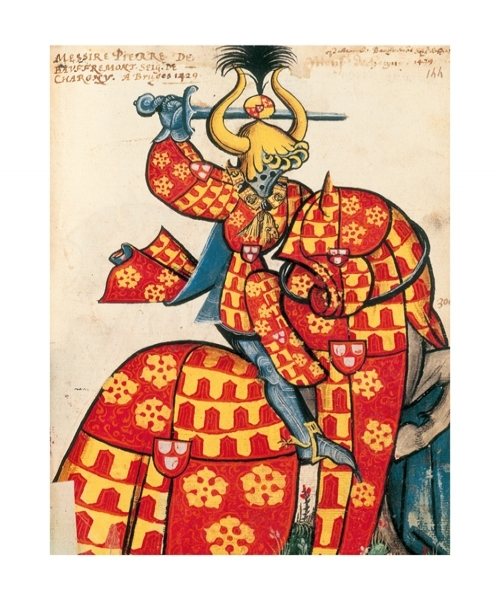
Armorial équestre Toison d'or - Pierre de Bauffremont

Il est le fils cadet d'Henri de Bauffremont-Scey et de Jeanne de Vergy, dame de Fontaine-Française, Charny, Bourbonne et Mirebeau. Son frère aîné Guillaume Ier de Bauffremont continue les barons de Scey et Sombernon.
Sénéchal de Bourgogne, il est fait chevalier de l'ordre de la Toison d'or en 1430, année de création de l'Ordre.
Il épouse successivement Agnès de Saulx-Courtivron, Jeanne de Montagu et enfin Marie de Bourgogne, fille illégitime de Philippe le Bon, par contrat du 17 septembre 1447 suivi d'un traité passé à Bruxelles le 30 septembre 1448.
Il a deux filles de son troisième mariage. La première, Antoinette de Bauffremont, comtesse de Charny, épouse Antoine de Luxembourg, comte de Brienne, baron de Piney, mort en 1519 ; elle hérite des biens de son père. La seconde, Jeanne de Bauffremont, épouse en premières noces Jacques Rolin (mort en 1476 à Grandson ; petit-fils de Nicolas) et en secondes noces (1481) Philippe de Longwy (-Neublans > Seigneurs, toutes les branches) sgr. de Pagny, Givry/Gevry, Longepierre, Rahon et Binans.